# Сиверский
Си́верский — посёлок городского типа в Гатчинском муниципальном округе. Бывший административный центр Сиверского городского поселения.

## История
В 1857 году на железной дороге Санкт-Петербург — Варшава открылась станция Сиверская.

СИВЕРСКАЯ — станция железной дороги при колодце, число дворов — 1, число жителей: 80 м. п., 53 ж. п.; Станция железной дороги. (1862 год)

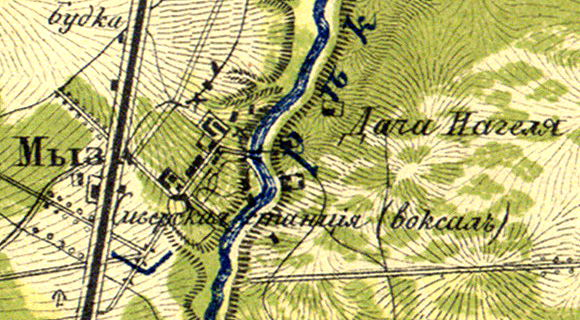
План посёлка при станции Сиверская. 1860 год

В 1885 году Санкт-Петербургское «Общество вспоможения бедным при Покровской коломенской церкви» купило здесь участок земли для устройства детского приюта и домовой церкви. В 1889 году по проекту архитектора П. С. Самсонова была построена деревянная церковь во имя святых апостолов Петра и Павла.
В 1898 году была освящена домовая церковь во имя Тихвинской иконы Божией матери.
В конце XIX — начале XX века станционный посёлок административно относился к Рождественской волости 2-го стана Царскосельского уезда Санкт-Петербургской губернии.
Согласно областным административным данным в июле 1925 года посёлок сельского типа Сиверский Рождественской волости Гатчинского уезда был преобразован в дачный посёлок.
Согласно данным переписи населения СССР 1926 года в дачном посёлке Сиверский Новосиверского сельсовета Рождественской волости Троцкого уезда проживали 3492 человека.

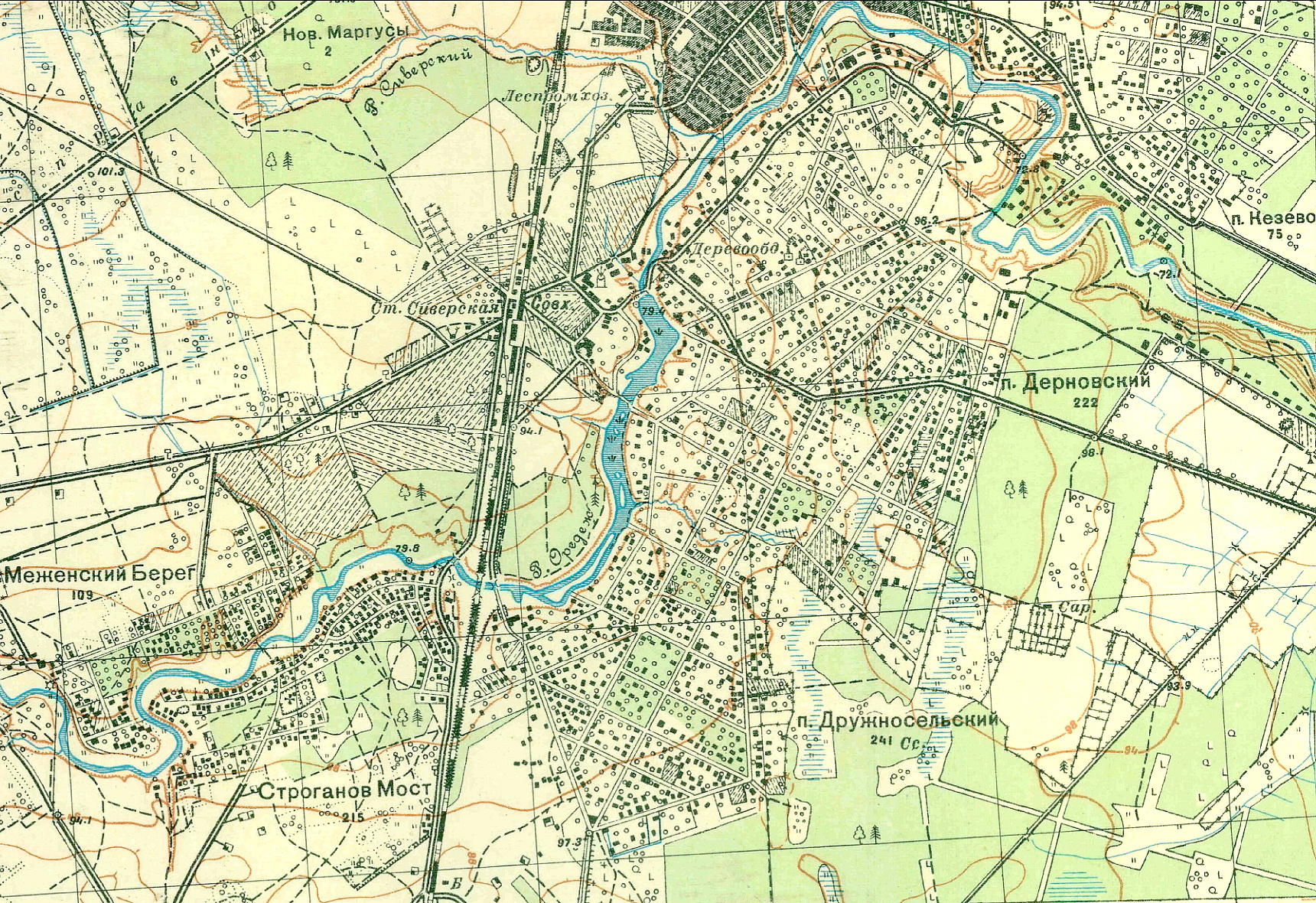
Дачный посёлок Сиверский на карте 1931 года

По данным 1933 года в состав Сиверского поселкового сельсовета Красногвардейского района входили 3 населённых пункта, дачные посёлки: Дерновский (административный центр), Новое Дружноселье и Кезево, общей численностью населения 1267 человек.
По административным данным на 1 января 1935 года в дачном посёлке Сиверская проживали 3624 человека.
По данным 1936 года дачный посёлок Дерновский был единственным населённым пунктом в составе 2-го Сиверского сельсовета.
27 ноября 1938 года после объединения с близлежащими поселениями (Кезево, Дерновский, Дружносельский и другими) получил статус посёлка городского типа и наименование Сиверский.
Занят немецко-фашистскими оккупантами 1 августа 1941 года, освобождён от оккупантов 30 января 1944 года.

## География
Посёлок расположен в центральной части Гатчинского района на автодороге 41А-003 (Кемполово — Выра — Шапки).
Расстояние до административного центра района, города Гатчина — 25 км.
Через посёлок протекает река Оредеж.

## Демография
| 1862    | 1920    | 1923    | 1926    | 1935    | 1939    |
| ------- | ------- | ------- | ------- | ------- | ------- |
| 133     | ↗2302   | ↘1448   | ↗3491   | ↗3624   | ↗9090   |
| 1945    | 1949    | 1959    | 1970    | 1979    | 1989    |
| ↘3028   | ↗4642   | ↗12 067 | ↘11 802 | ↗13 722 | ↘11 885 |
| 1997    | 2002    | 2006    | 2009    | 2010    | 2012    |
| ↗12 900 | ↘12 137 | ↗12 200 | ↘12 189 | ↗12 216 | ↘12 205 |
| 2013    | 2014    | 2015    | 2016    | 2017    | 2018    |
| ↗12 376 | ↗12 471 | ↗12 545 | ↘12 527 | ↗12 610 | ↘12 501 |
| 2019    | 2020    | 2021    | 2023    | 2024    | 2025    |
| ↘12 327 | ↘12 039 | ↗13 496 | ↘13 273 | ↘13 156 | ↘13 018 |

Второй по населению посёлок городского типа в Ленинградской области.
На территории посёлка расположен военный городок с населением около 5000 человек.
Является популярным местом летнего отдыха жителей Санкт-Петербурга, в летний период население увеличивается в несколько раз.

### Национальный состав
Согласно данным Всероссийской переписи населения 2021 года в посёлке проживали 13 496 человек, из них русские — 9020, украинцы — 131, таджики — 119, узбеки — 87, татары — 79, белорусы — 59, армяне — 43, цыгане — 29, немцы — 28, азербайджанцы — 21, молдаване — 15, евреи — 14, латыши — 11, финны-ингерманландцы — 11, грузины — 10, эстонцы — 10, поляки — 9, корейцы — 8, ингуши — 6, казахи — 5, мордва — 5, осетины — 5, чеченцы — 5, киргизы — 4, лезгины — 3, чуваши — 3, башкиры — 2, табасараны — 2, аварцы — 1, афганцы — 1, буряты — 1, литовцы — 1, казаки — 1, поморы — 1, тувинцы — 1, туркмены — 1, французы — 1, якуты — 1, другие национальности — 150 человек, остальные национальность не указали.

## Экономика

### Промышленность
- Промышленно-строительная группа «БиК»
- Фабрика мебельных фасадов «Сидак-СП»
- Фабрика мебельных фасадов «Арбор Нова»
- Фабрика мягкой мебели «СТД плюс»
- «Агрострой Сиверский»
- ГП Гатчинское ДРСУ № 3
- Сиверский метизный завод
- Мебельное производство «Сиверская мебель»
- Завод металлоконструкций «Альфа»
- Производство прицепов «Respo»

### Торговля
- Магазины торговых сетей «Магнит», «Дикси», «Пятёрочка», «Улыбка Радуги», «Великолукский мясокомбинат», «Fix Price»
- Салоны сотовой связи операторов «МегаФон», Теле2 и МТС
- Торговые базы строительных материалов компаний ТД «Вимос», «СтройУдача», «Балтик Сервис Групп», «Кром», «BoberHouse» («СтройЕвроКомплект»)
- Гатчинское РАЙПО
- Аптеки «Фармакор», «Невис», ЛОТП «ЛенФарм», МУП Аптека № 126, «Вита-Фарм»
- Магазин «Кураж»
- Компьютерный магазин «ИТЭРА»
- Ювелирный магазин, Ломбард, Скупка «Велес»
- Зоомагазин «Хвострубой»
- Ранее осуществляли деятельность магазины «Метрика», «Эльдорадо», «Элиен Областная Сотовая», МУП Аптека № 55

### Лесное хозяйство
- ГОЛХ «Сиверский лес»
- Рылеевское лесничество
- Заречское лесничество

### Финансовые услуги
- Банки «Сбербанк России», «Почта Банк»
- Банкоматы банков «ВТБ24», «Сбербанк России»

## Здравоохранение
- МУЗ «Районная больница № 1 п. Сиверский»
- ООО «СтомаМедЦентр»
- ООО «Сиверский медицинский центр»
- Центр социального назначения для лиц пожилого возраста «Родительский дом»

## Отдых и рекреация
- Детский аллергологический санаторий «Берёзка» (в 2001 году объединён с санаторием «Кезево»)
- Детский оздоровительный лагерь «Адмиралтеец»
- Детский оздоровительный лагерь «Дружба»
- Детский оздоровительный лагерь «Смена»
- Детский оздоровительный лагерь «Юный Кировец»

В материалах СМИ неоднократно упоминалась ситуация вокруг «Сиверского леса», — протесты жителей посёлка против вырубок в лесопарке.

## Инфраструктура
- 2 отделения почтовой связи (почтовые индексы 188330 и 188332)
- 106 отдел полиции
- Пожарная часть № 106 ГКУ «Леноблпожспас»
- Отделение ГУП «Леноблинвентаризация» «БТИ Сиверское»
- МУП ЖКХ «Сиверский»
- Газовая служба «Газпром Межрегионгаз Санкт-Петербург»
- МБУК Сиверский кино-культурный центр «Юбилейный»
- Многофункциональный центр предоставления государственных и муниципальных услуг

## Связь
- Оператор фиксированной связи — «Ростелеком»
- Операторы сотовой связи — «Билайн», «Мегафон», «МТС», «Теле2», «Yota»
- Интернет-провайдеры — «Гатчина-Онлайн», «Коннекто»
- Приём эфирного телевидения и FM-радио осуществляется из Санкт-Петербурга

## Транспорт
Через посёлок проходит автомобильная дорога 41А-003 (Кемполово — Выра — Шапки).
Через посёлок проходит железная дорога Санкт-Петербург — Псков, имеется станция Сиверская. Осуществляется пригородное пассажирское сообщение электропоездами с Санкт-Петербургом и Лугой.
От станции Сиверская отправляется 18 пригородных автобусных маршрутов. Официально перевозчиком на них является ООО «Транс-Балт», фактически перевозки осуществляет ООО «Феликс» (по договору с ООО «Транс-Балт»). Конечные пункты автобусных маршрутов от станции Сиверская: Новосиверская, Белогорка, Межно, Дружная Горка, Батово, Ляды, Вырица, Каушта, Изора, Симанково, Большево, Нестерково. Маршрут № 151 связывает Сиверский с Гатчиной.
На территории посёлка функционируют несколько служб такси.

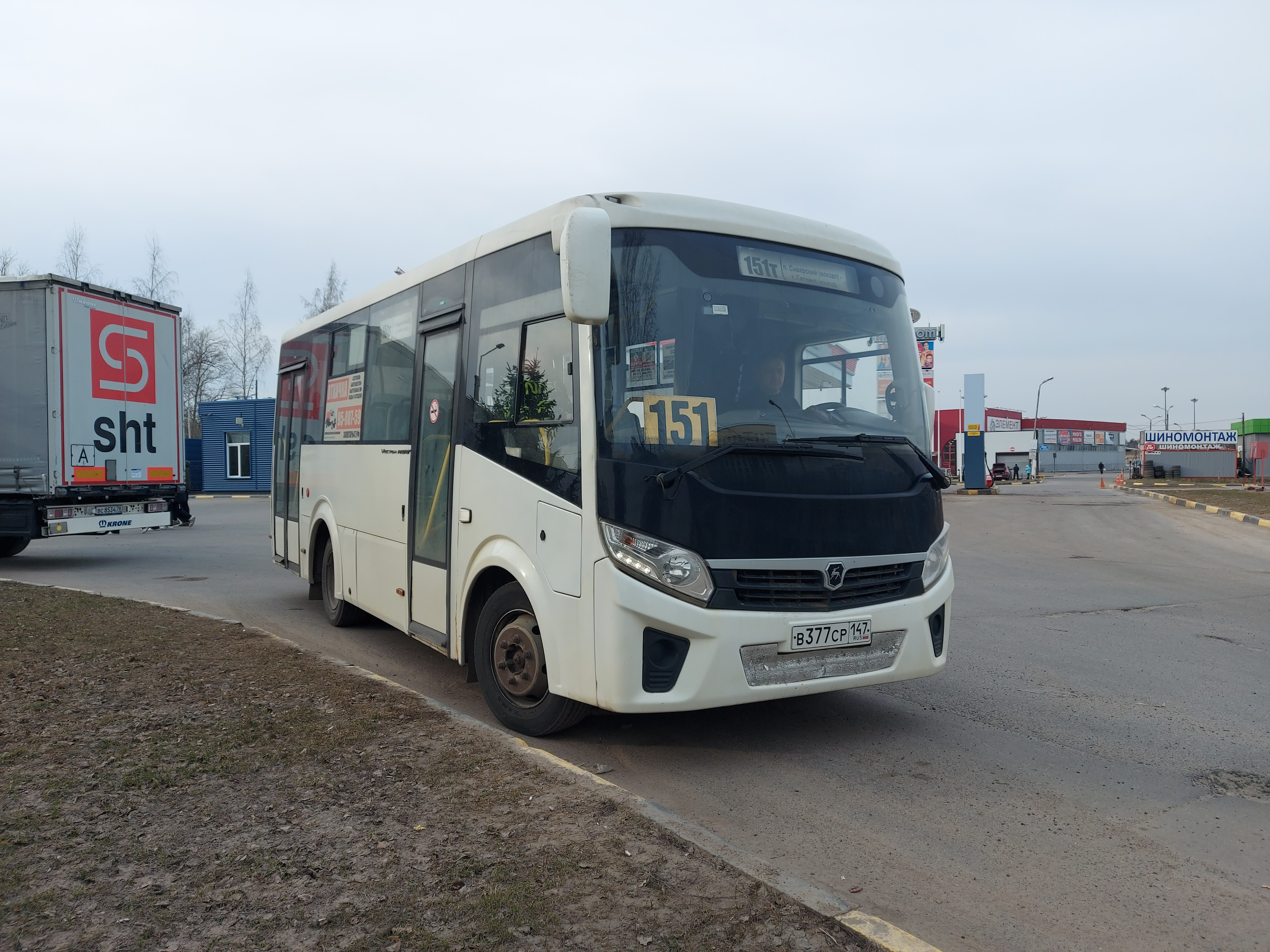
ПАЗ-320435-04 «Vector Next» ООО «Феликс» на маршруте № 151
Вокзал станции Сиверская, старое здание

## Образование и наука
- Межотраслевой институт подготовки кадров и информации
- Государственный институт экономики, финансов, права и технологий (Политехнический факультет). Ранее — Профессиональное училище № 43
- Сиверский техникум-интернат бухгалтеров Росздрава
- Сиверская гимназия (ранее — школа № 1)
- Сиверская основная общеобразовательная школа (ранее — школа № 2)

- Сиверская средняя общеобразовательная школа № 3 (ранее — школа № 43 Октябрьской железной дороги)
- Детская школа искусств им. И. И. Шварца
- Сиверский специальный (коррекционный) детский дом для детей-сирот и детей, оставшихся без попечения родителей, с ограниченными возможностями здоровья
- Детский сад № 33
- Детский сад № 53
- Детский сад № 54
- Сиверская школа-интернат
- Детско-юношеская спортивная школа «НИКА»

## В искусстве
На даче в посёлке Сиверский Илья Репин в 1885 году работал над одной из самых известных своих картин «Перед исповедью» (в настоящее время она находится в постоянной экспозиции Третьяковской галереи). Именно здесь он сделал рисунок с художника Константина Первухина, который послужил прототипом для образа главного героя полотна.  

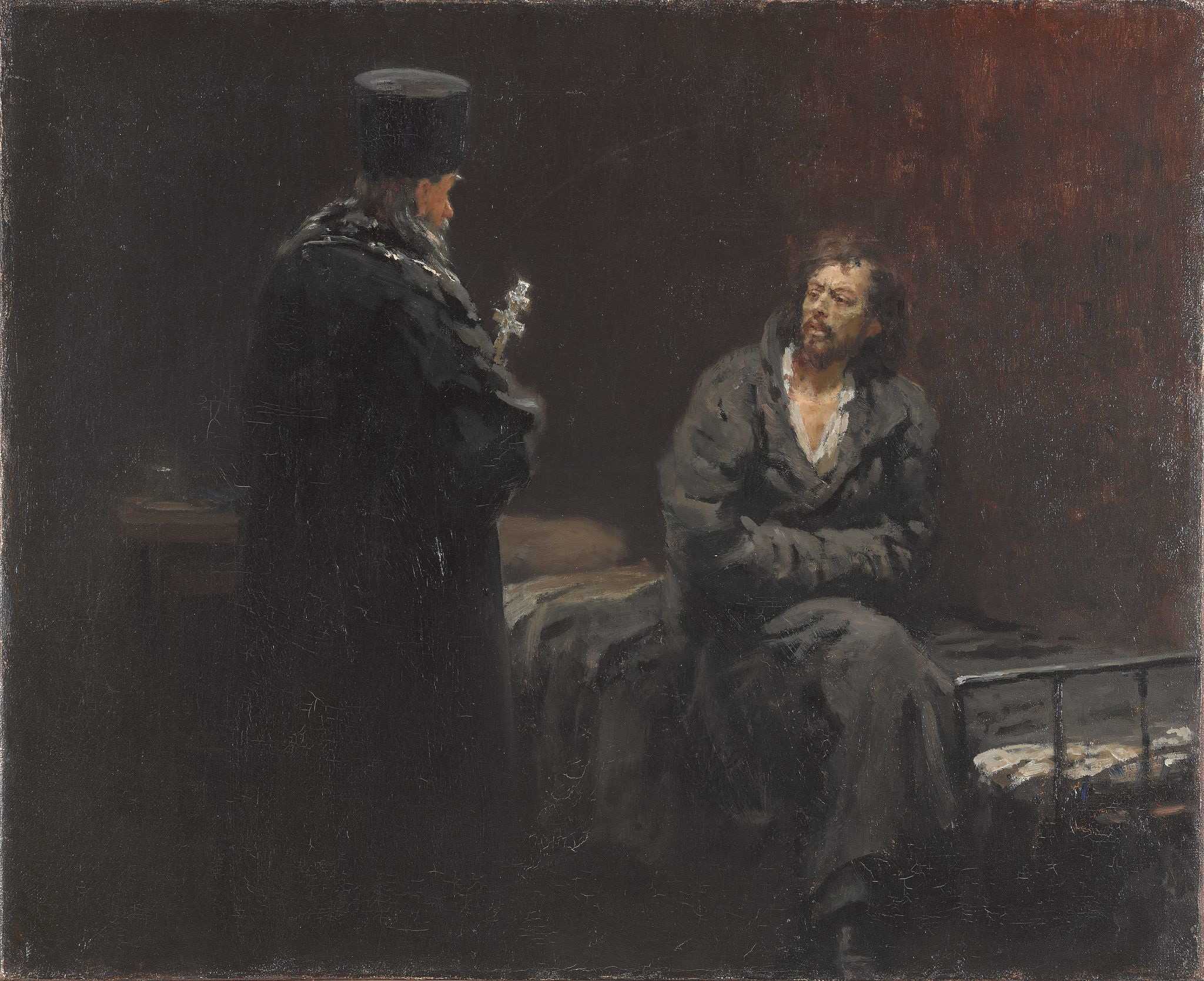
Илья Репин. Перед исповедью, 1879—1885

## Фото

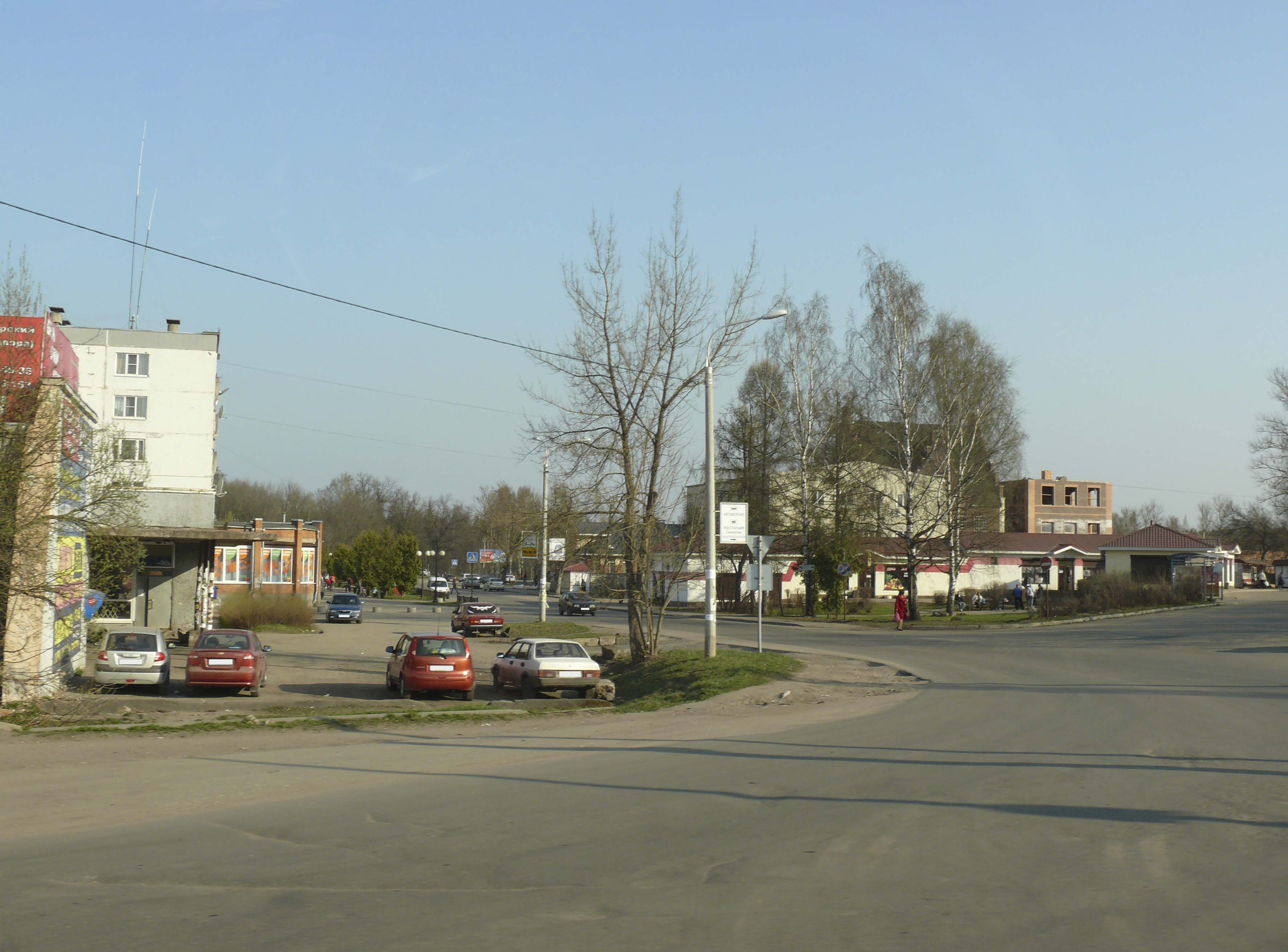
Перекрёсток у ж/д переезда
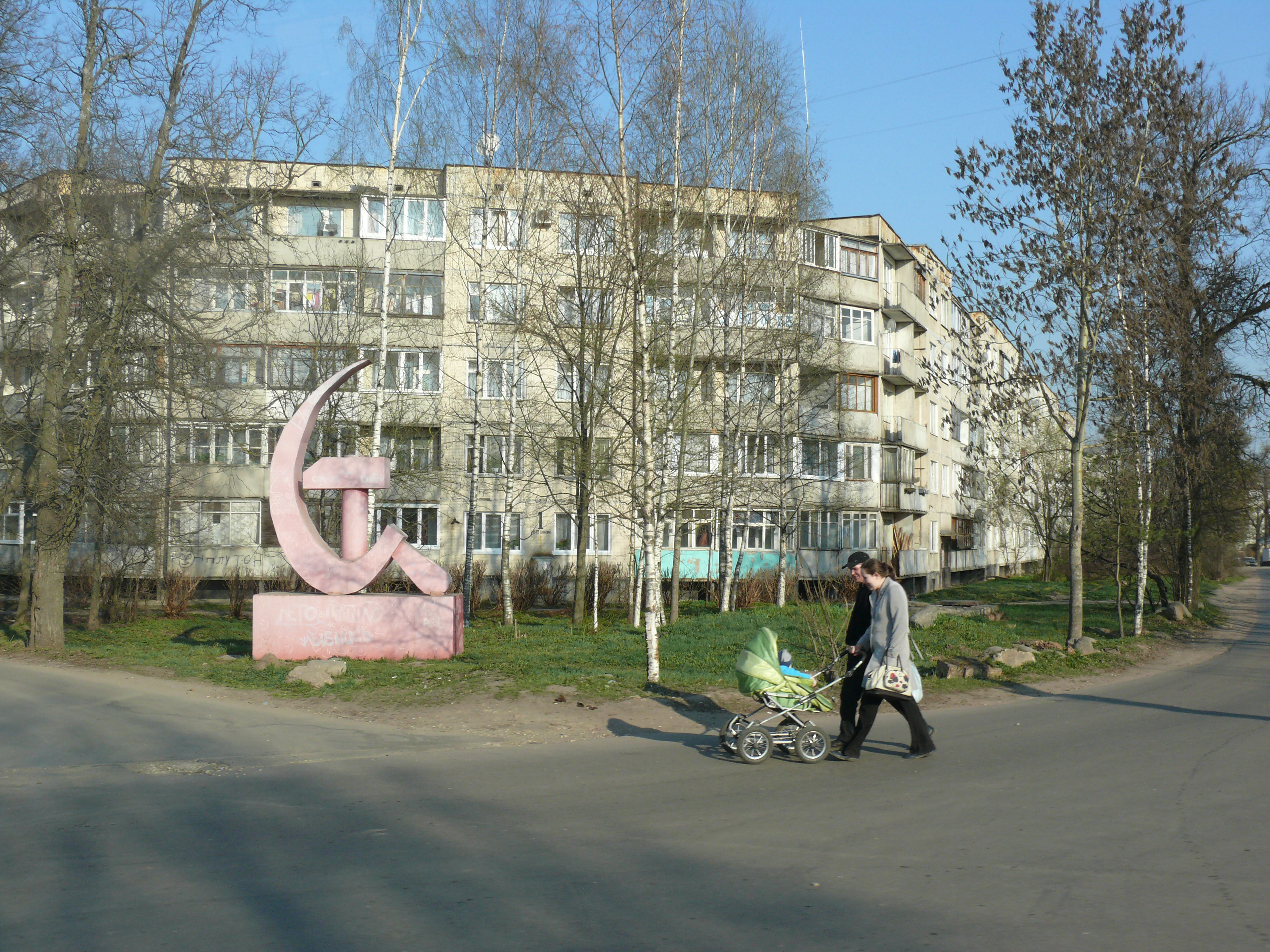
Знак «Серп и молот» на улице 123-й дивизии
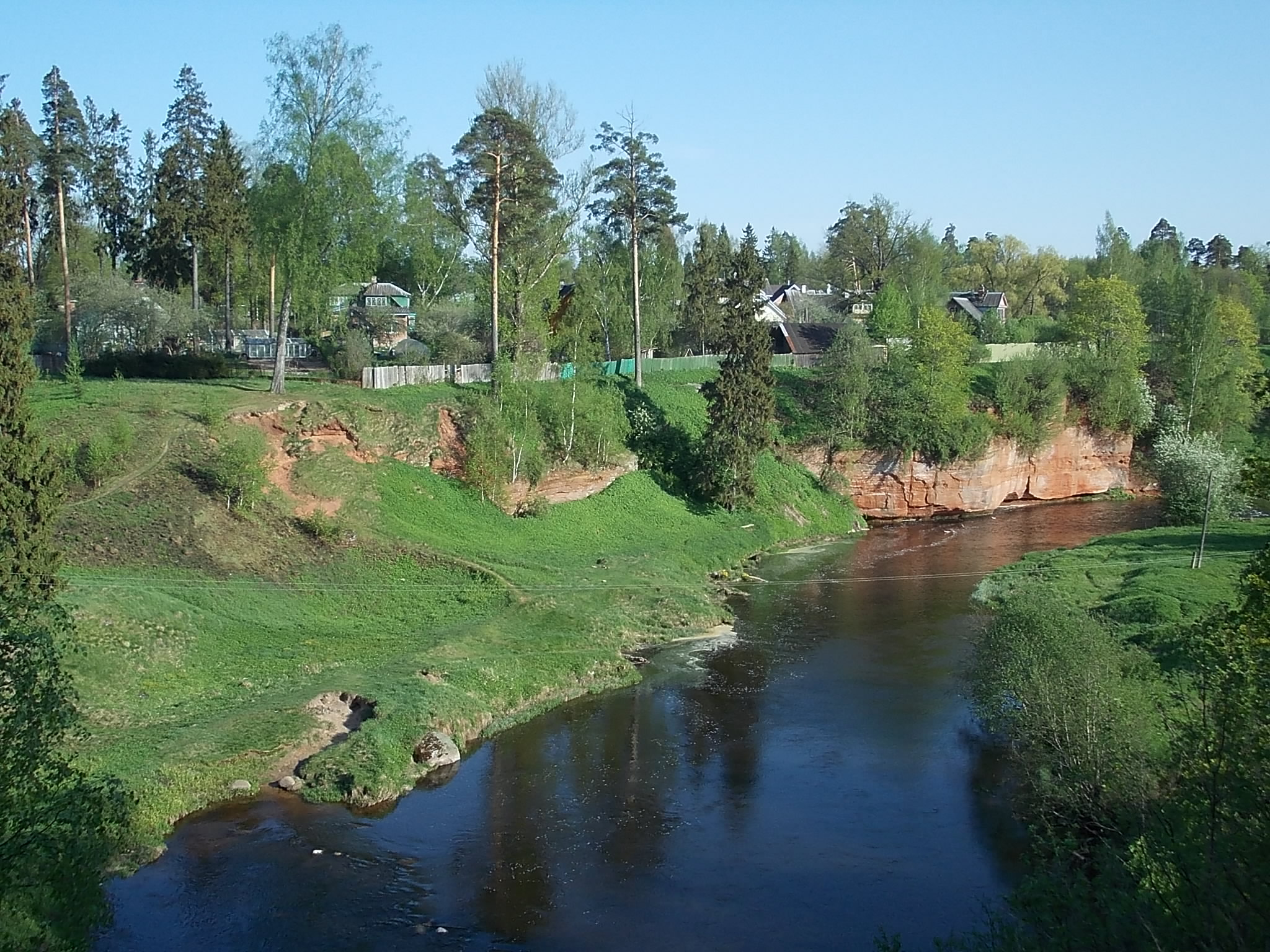
Река Оредеж в посёлке Сиверский
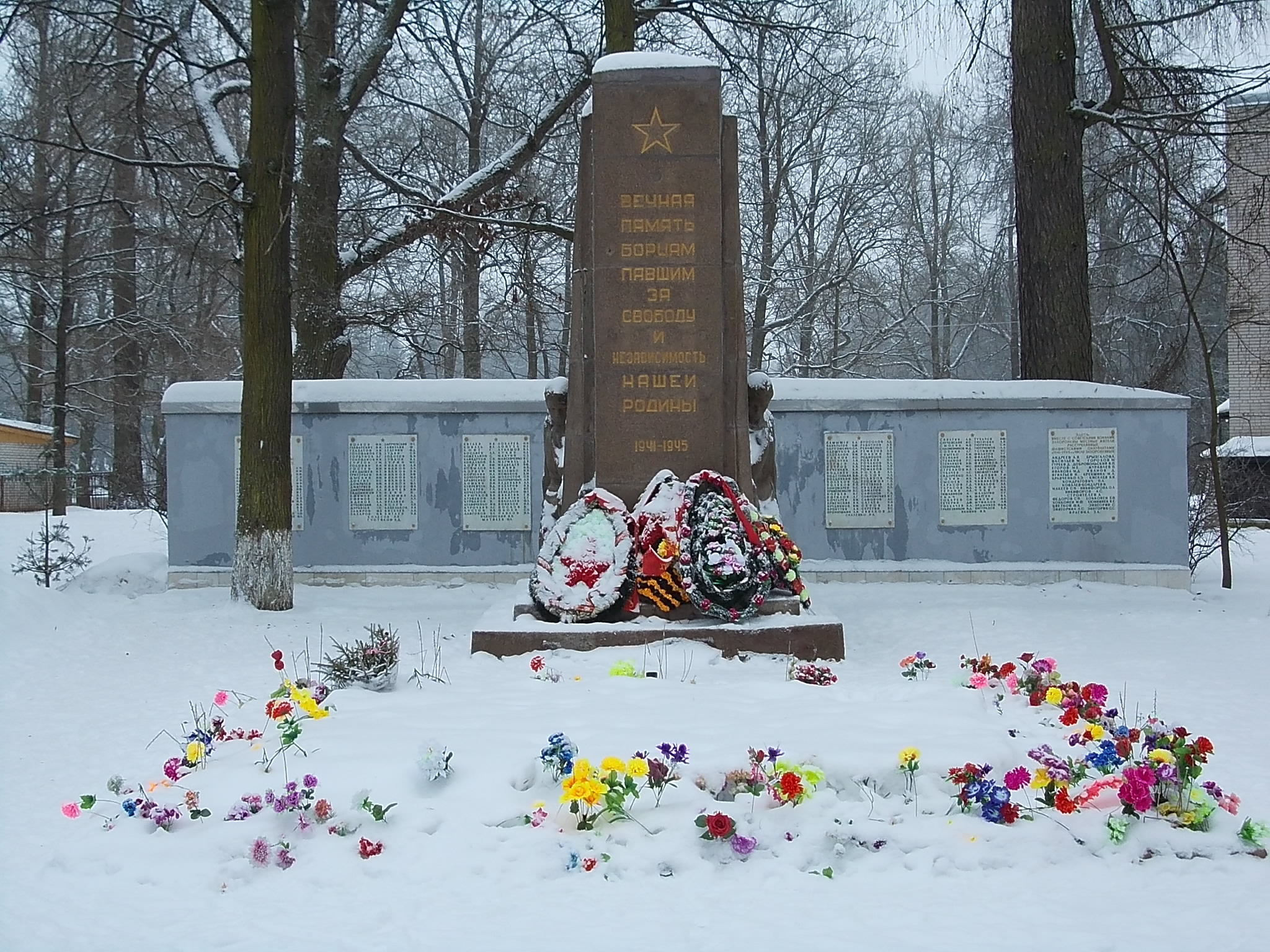
Памятник героям Великой Отечественной войны в п.Сиверский
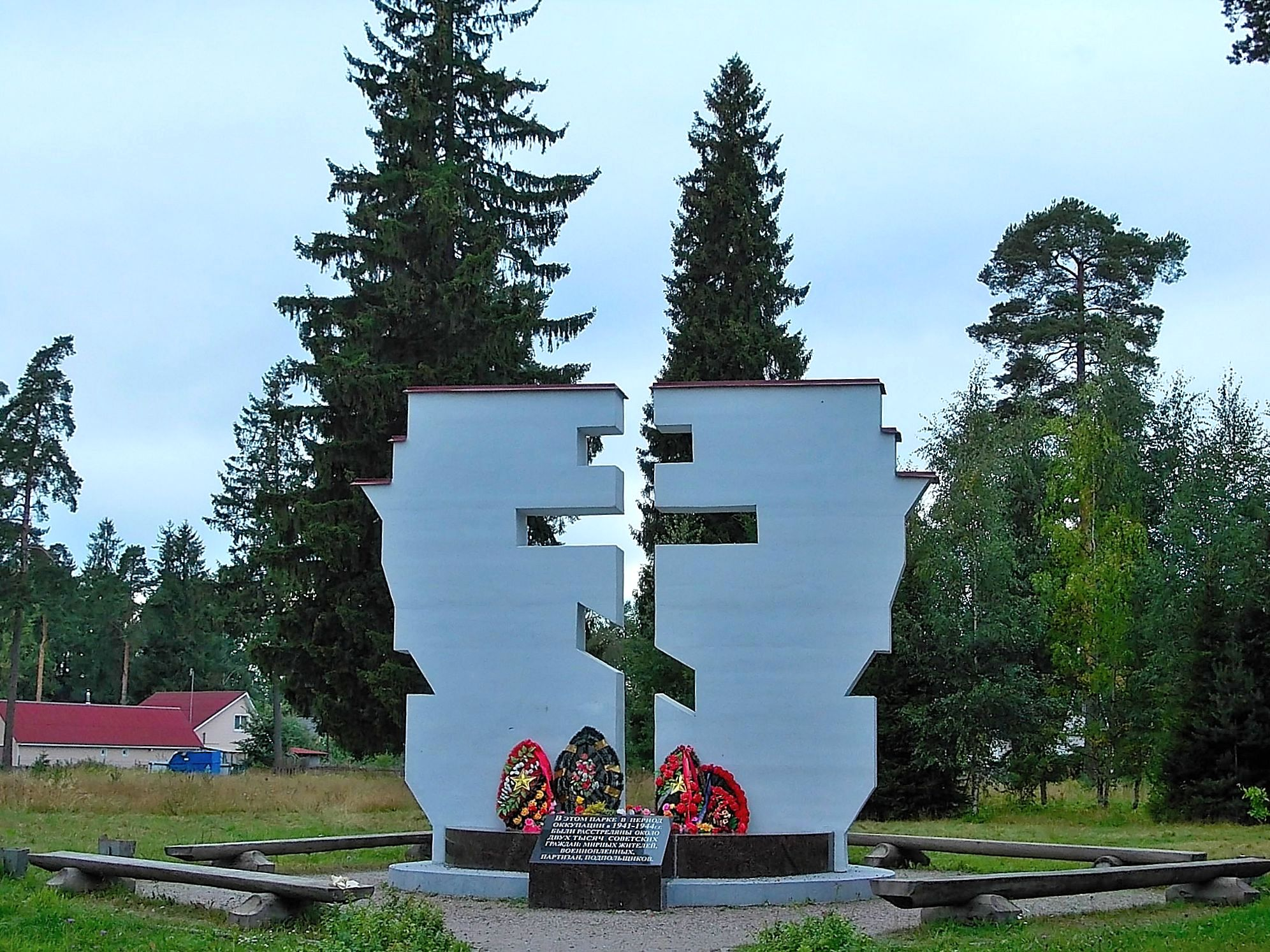
Мемориал Строгонов мост на Новом шоссе
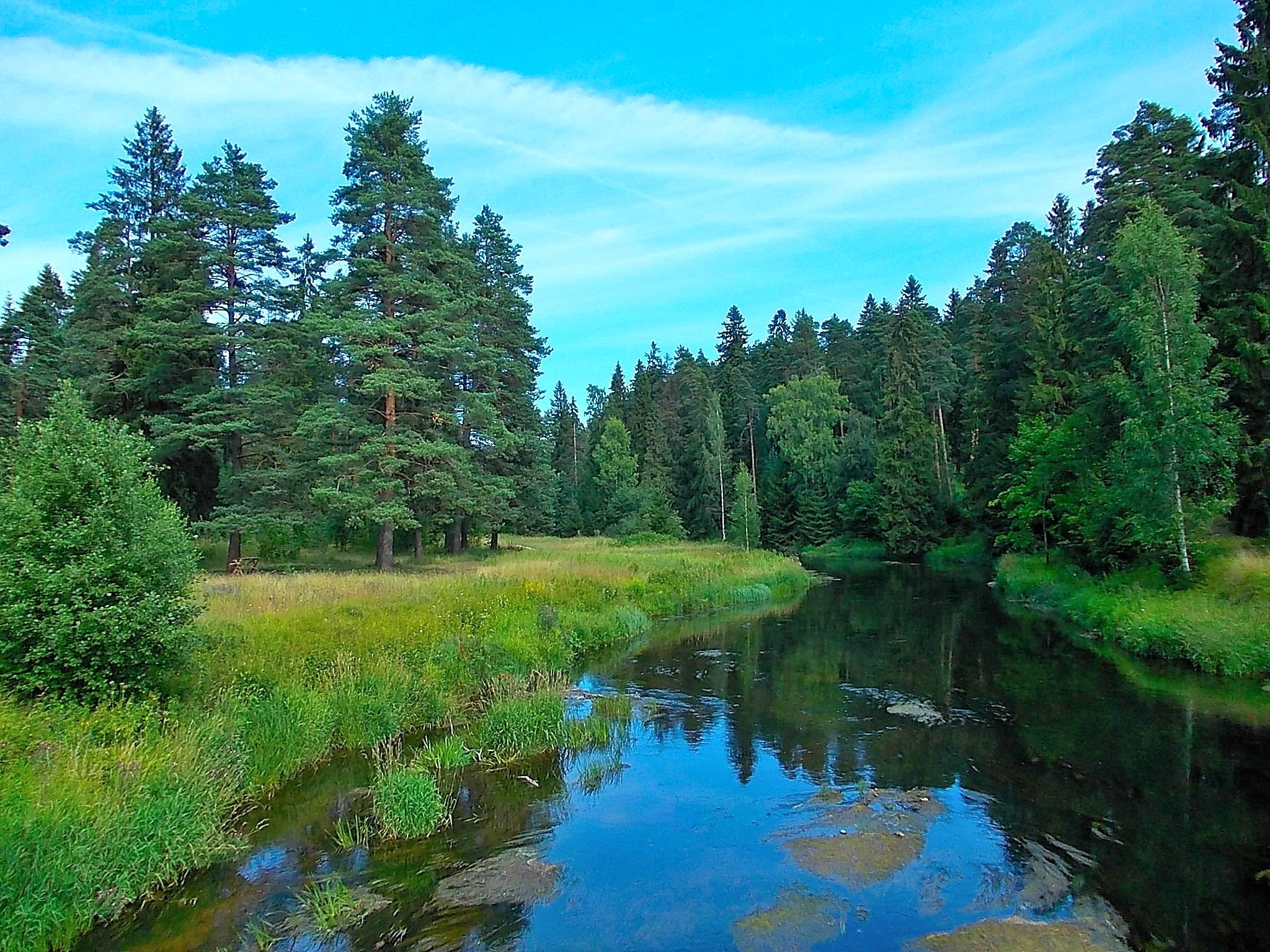
Река Оредеж с Кезевского мостика в Сиверской
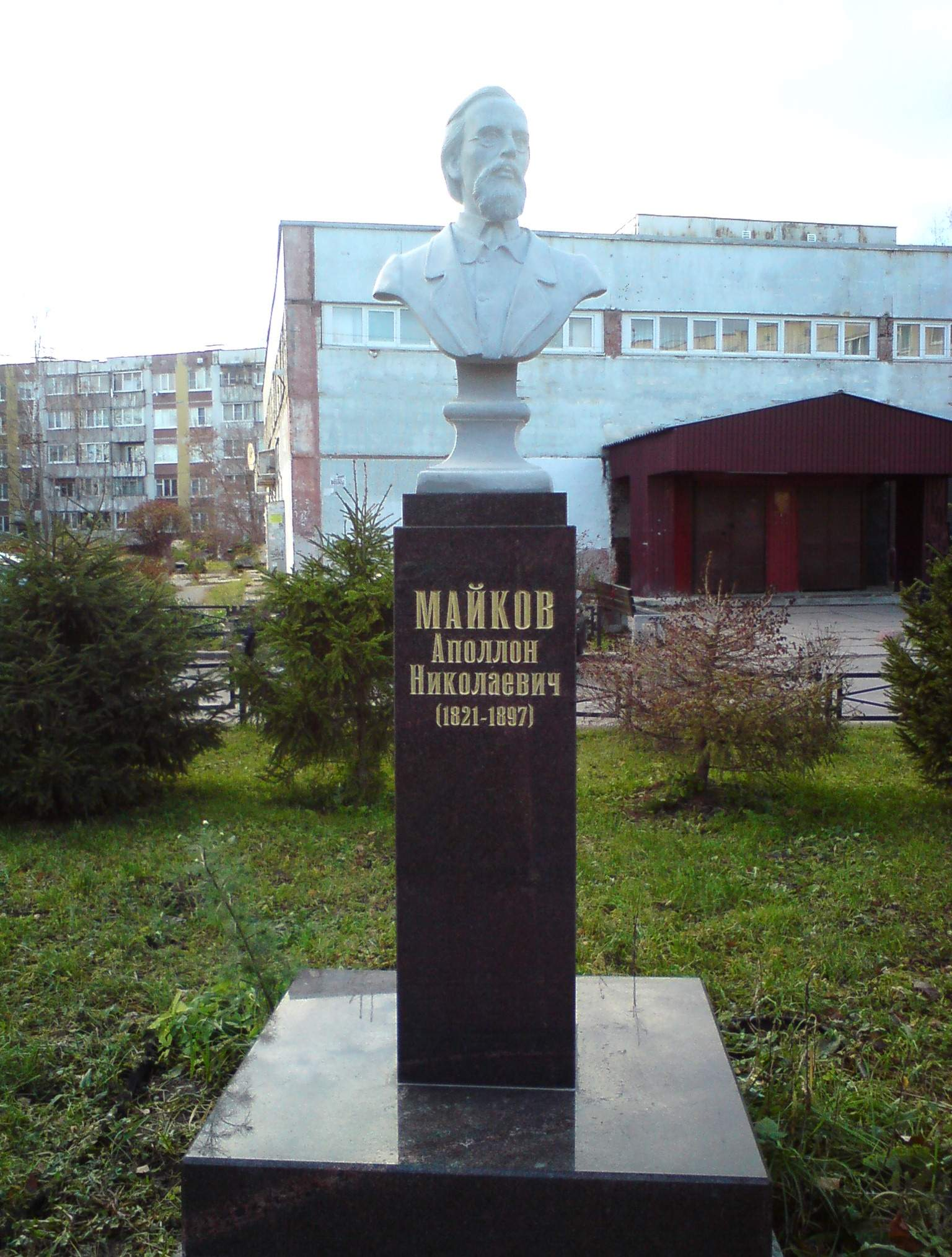
Памятник  А. Н. Майкову
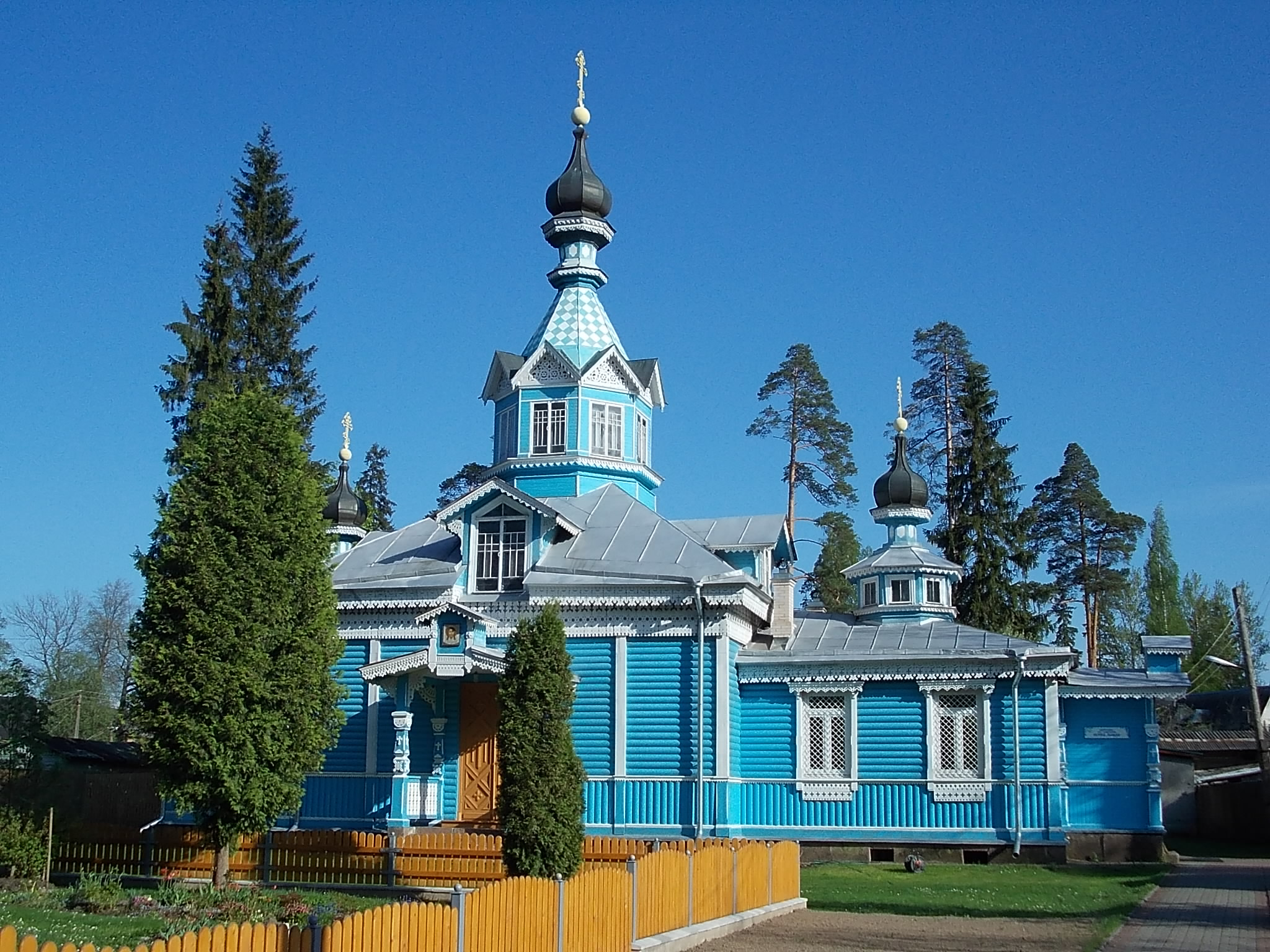
Церковь во имя святых апостолов Петра и Павла
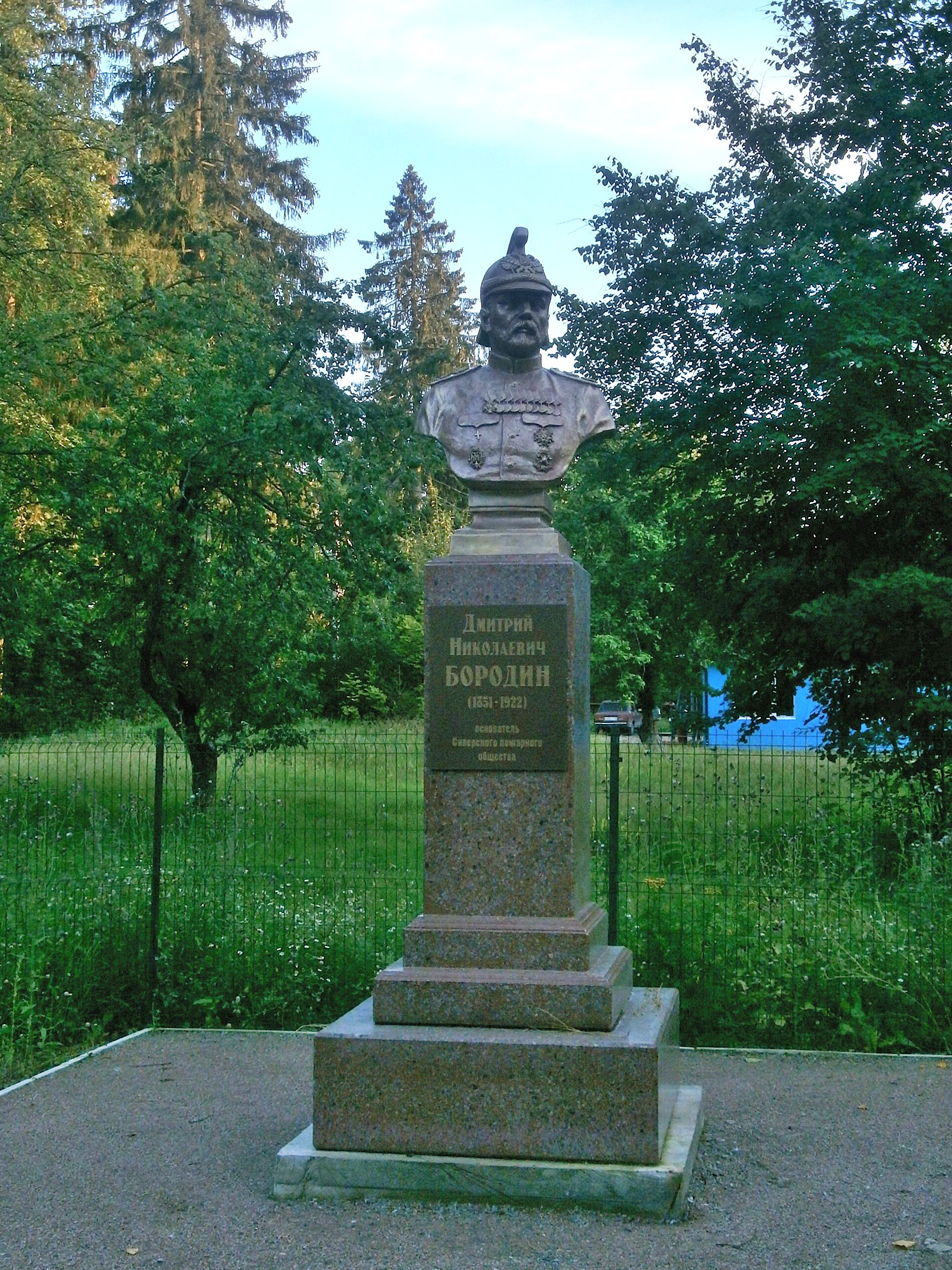
Памятник Д.Н.Бородину, основателю Сиверского пожарного общества

## Достопримечательности, музеи, памятники
- Церковь во имя святых апостолов Петра и Павла (Красная ул.)
- Церковь Тихвинской иконы Божией Матери (Колхозная ул.)
- Мемориал воинской славы
- Мемориал «Строганов мост» на Новом шоссе, посвящённый расстрелянным на этом месте в Великую Отечественную войну двум тысячам человек — жителям поселка, партизанам и подпольщикам (ул. Новое шоссе)
- Мемориал защитникам Ленинградского неба с бюстом космонавту № 2 Г. С. Титову и памятной доской майору Нестерову (пр. Героев)
- Памятная доска комсомольцу-антифашисту Саше Никифорову, погибшему в неравном бою с немецкими захватчиками (угол улиц Вокзальной и Саши Никифорова) (1977 г.)
- Мемориальный дом-музей композитора Исаака Шварца (Пушкинская ул., д. 4А).
- Историко-бытовой музей «Дачная столица» (Красная ул., д. 30)
- Музей авиационного гарнизона аэродрома «Сиверский» (при штабе воинской части, пос. Сиверский-2)
- «Партизанские пещеры» протяжённость которых составляет около 150 м — находятся недалеко от аэродрома
- Памятник, посвящённый военным победам Пётра Витгенштейна во время Отечественной войны 1812 года. (Вокзальная ул.)
- Памятник поэту А. Н. Майкову (ул. 123-й дивизии)
- Памятник А. А. Ахматовой (2021 г.) (угол Республиканского проспекта и Малого переулка)[42]
- Памятник Дмитрию Николаевичу Бородину, основателю Сиверского пожарного общества (2022 г.) (Белогорское шоссе, рядом с пожарной частью)
- Памятник на месте расстрела белогвардейцами 25.09.1919 г. первого председателя Сиверского волостного совета Гуго-Франца Рудольфовича Струцеля (угол Белогорского шоссе и Восточной улицы)
- Экологическая тропа «Оредежский берег» (Липовая аллея — Баронская гора — Источник молодости — Церковный мостик — Жаркие страны и Девонский утёс — Историко-бытовой музей «Дачная столица» — Лялин луг и Медведь-гора)
- Природные объекты: Лунный камень, Источник молодости, Камень-лапоть, родник Живая вода и другие

## Спорт
В посёлке Сиверский в период с 1999 по 2001 год проводились соревнования по велоспорту, в том числе Чемпионат России

## Улицы
0−9
- 1-й Дружносельский (проезд),
- 123-Дивизии (ул.),
- 2-й Дружносельский (проезд),
- 3-й Дружносельский (проезд),
- 66-й км (ул.),
- 67-й км (ул.),
- 68-й км (ул.)

А
- Авроры (ул.),
- Авроры (проезд)

Б
- Белогорское (ш.),
- Берёзовая (ул.),
- Благодатный (пер.),
- Большевская (наб.),
- Боровичный (пер.)

В
- Вишневая (ул.),
- Вишневского (ул.),
- Владимирская (ул.),
- Военный городок (ул.),
- Вокзальная (пл.),
- Вокзальная (ул.),
- Володарского (ул.),
- Восточная (ул.),
- Вырицкое (ш.)

Г
- Газа (ул.),
- Героев (пр-кт),
- Герцена (пер.),
- Герцена (ул.),
- Георгиевский (проезд),
- Гоголя (ул.),
- Горького (ул.),
- Горького (пер.)

Д
- Дачный (пер.),
- Декабристов (ул.),
- Детский (пер.),
- Достоевского (ул.),
- Дружногорское (ш.),
- Дружносельская (ул.),
- Дружносельский (пер.)

Е
- Еленинская (ул.),
- Елизаветинский (проезд)

З
- Заводская (ул.),
- Загородный (пер.)

К
- Кирова (ул.),
- Ключевая (ул.),
- Колхозная (ул.),
- Колхозный (пер.),
- Комсомольский (пр-кт),
- Крамского (ш.),
- Красная (ул.),
- Красный (пер.),
- Крупской (ул.),
- Крылова (ул.),
- Кузнечный (пер.),
- Куйбышева (ул.),
- Купальная (ул.),
- Курортная (ул.)

Л
- Ленина (ул.),
- Ленинградский (пер.),
- Лермонтова (ул.),
- Лесная (ул.),
- Лесопарковая (ул.),
- Липовая аллея,
- Луговая (ул.),
- Львовская (ул.)

М
- Малый (пер.),
- Мариинская (ул.),
- Мира (проезд),
- Мира (ул.),
- Молодёжная (ул.),
- МТС (ул.)

Н
- Некрасова (пер.),
- Некрасова (ул.),
- Новое (ш.),
- Новый (проезд),
- Новый (туп.)

О
- Огородникова (ул.),
- Оредежский (пер.),
- Островского (ул.)

П
- Паркетная (ул.),
- Паркетный (пер.),
- Паркетный 1-й (пер.),
- Паркетный 2-й (пер.),
- Парковая (ул.),
- Парковый (пер.),
- Первомайская (ул.),
- Пионерский (пер.),
- Пионерский (пр-кт),
- Подгорная (ул.),
- Пожарный (пер.),
- Полевая (ул.),
- Правды (ул.),
- Пролетарский (пр-кт),
- Промзона (тер.),
- Пушкинская (ул.)

Р
- Репина (ул.),
- Республиканский (пр-кт),
- Речная (ул.)

С
- Садовая (ул.),
- Самсона (ул.),
- Санаторный (пер.),
- Саши Никифорова (ул.),
- Свободы (ул.),
- Связи (ул.),
- Северная (ул.),
- Сиреневая (ул.),
- Славы (ул.),
- Советская (ул.),
- Совхозная (ул.),
- Солнечная (ул.),
- Солнечный (пер.),
- Спортивная (ул.),
- Средняя (ул.),
- Средняя 1-я (ул.),
- Средняя 2-я (ул.),
- Строителей (ул.),
- Стурцеля (ул.)

Т
- Тенистая (ул.),
- Толмачева (пер.),
- Толмачева (ул.),
- Торговая (ул.),
- Торговый (пер.),
- Труда (пер.)

Ф
- Фёдоровская (ул.),
- Фрунзе (ул.)

Ц
- Цветочная (ул.)

Ч
- Чапаева (ул.),
- Чехова (ул.)

Ш
- Шмидта (ул.)[46]

Сиверский-2 — территория расположенная к западу от железной дороги.